# Kigeki
Kigeki (яп. 喜劇 Кигэки, букв. Комедия) — короткометражное аниме продолжительностью 10 минут, выпущенное в 2002 году на 3-м диске DVD-журнала «The Grasshoppa!».

## Сюжет
Во время войны Ирландии за независимость, пятилетняя девочка решает спасти свою деревню от англичан, пытаясь найти знаменитого воина, живущего в соседнем замке Демонов, рядом с Чёрным Лесом, известного под именем Чёрный Мечник, который, по слухам, берёт в уплату за свои услуги только древние книги.

## Персонажи
- Маленькая девочка

Главная героиня. Маленькая девочка, возрастом пять лет, которая, жаждя спасти себя, свою семью и жителей деревни от карательных отрядов английской армии, отправляется в Тёмный лес, раскинувшийся в нескольких днях езды от её деревни, в поисках легендарного Чёрного мечника, живущего в Замке Дьявола. Спустя два дня Чёрный мечник согласился выполнить её просьбу. Только девочка знала, что случилось в ту ночь. Но если она промолвит об этом хоть слово, Чёрный мечник обещает найти её, где бы она не была, и убить. Спустя пятнадцать лет после случившегося, ирландская девушка всё ещё вспоминает своего таинственного спасителя.
Сэйю: Ай Маэда
- Чёрный Мечник

Главный герой. Отшельник, живущий в Замке Дьявола. Чёрный мечник всё свободное время проводил за чтением. В легенде говорилось, что этот таинственный рыцарь предлагал свои услуги не за деньги, а в обмен на очень редкие книги. Книга, которую принесла маленькая ирландка, так понравилась Чёрному мечнику, что он согласился выполнить просьбу девочки — убить всех британских солдат, чтобы защитить её деревню. Утром от двух сотен человек тяжёлой конницы обнаружились лишь пустые окровавленные доспехи.
Сэйю: Хикару Мидорикава

## Музыка
Основной темой фильма является «Ave Maria» и «Erlkönig» Франца Питера Шуберта.